# String Lake
Le String Lake est un lac des États-Unis situé dans le parc national de Grand Teton dans l'État du Wyoming.

## Source de la traduction
- (en) Cet article est partiellement ou en totalité issu de l’article de Wikipédia en anglais intitulé « String Lake » (voir la liste des auteurs).